# ハンター (カクテル)
ハンター(Hunter)とは、ウィスキーをベースとする、ショートドリンクに分類されるカクテルである。

## 標準的なレシピ
- ウィスキー ： チェリー・ブランデー ＝ 3：1

### 作り方
ウィスキーとチェリー・ブランデーを、ミキシング・グラスでステアして、カクテル・グラス（容量75〜90ml程度）に注げば完成である。

### 備考

#### 2種の酒の比率
カクテルでは、飲む人の好みに合わせて味やアルコール度数の調整するために材料の比率を変えることがしばしば行われ、ハンターもウィスキーとチェリー・ブランデーの比率が変更される場合がある。
ハンターの場合、甘味成分が含まれているのが主にチェリー・ブランデーであるため、ウィスキーの比率を多くすると辛口となり、チェリー・ブランデーの比率を多くすると甘口となる。ハンターの場合、比較的有名なレシピが大きく分けて2つあり、比較的辛口のレシピを紹介している本と、比較的甘口のレシピを紹介している本が、多く存在する。
その比率は、
- 比較的辛口のレシピは、ウィスキー ： チェリー・ブランデー ＝ 3：1
- 比較的甘口のレシピは、ウィスキー ： チェリー・ブランデー ＝ 2：1

の2通りである。
どちらのレシピで作っても間違いではなく、場合によっては、「ウィスキー ： チェリー・ブランデー ＝ 1：1」程度まで比率を変えることもある。

#### その他
- ミキシング・グラスでステアする方法ではなく、シェーカーでシェークして作っても良い[15][17][22][8]
- ベースとなる酒はウィスキーだが、この種類が、ライ・ウィスキーなどと指定される場合もある。